# Toledo East
Toledo East – jednomandatowy okręg wyborczy w wyborach do Izby Reprezentantów, niższej izby parlamentu Belize. Obecnym reprezentantem tego okręgu jest polityk Zjednoczonej Partii Ludowej Michael Espat.
Okręg Toledo East znajduje się dystrykcie Toledo w południowo-wschodniej części kraju. 
Utworzony został w roku: 1984.

## Posłowie
| Rok   | Poseł               |  | Partia |
| ----- | ------------------- |  | ------ |
| 1984  | Charles Wagner      |  | UDP    |
| 1989  | Michael Espat       |  | PUP    |
| 1993  | Joseph Cayetano     |  | UDP    |
| 1998  | Michael Espat       |  | PUP    |
| 2003  | Michael Espat       |  | PUP    |
| 2008. | Peter Eden Martinez |  | UDP    |
| 2012  | Michael Espat       |  | PUP    |